# 雷德 (阿肯色州)
雷德（英語：Reader）是位於美國阿肯色州內華達縣與沃希托縣的一個人口普查指定地區。原為城鎮，2002年廢除。

## 地理
雷德的座標為33°45′09″N 93°05′58″W / 33.75250°N 93.09944°W，而該地最高點為海拔高度59米（即194英尺）。

## 人口
根據2020年美國人口普查的數據，雷德的面積為6.05平方千米，皆為陸地。當地共有人口40人，而人口密度為每平方千米6人。